# Nippon Paper Industries
Nippon Paper Industries Co., Ltd. (日本製紙グループ株式会社 Nihon Seishi Gurūpu Kabushiki-gaisha) (TYO: 3863
) er en japansk papirproducent med hovedkvarter i Tokyo. Virksomheden blev etableret i 1949 under navnet Jujo Paper Co., Ltd.